# Persson Motorsport

Logo des Teams Persson Motorsport

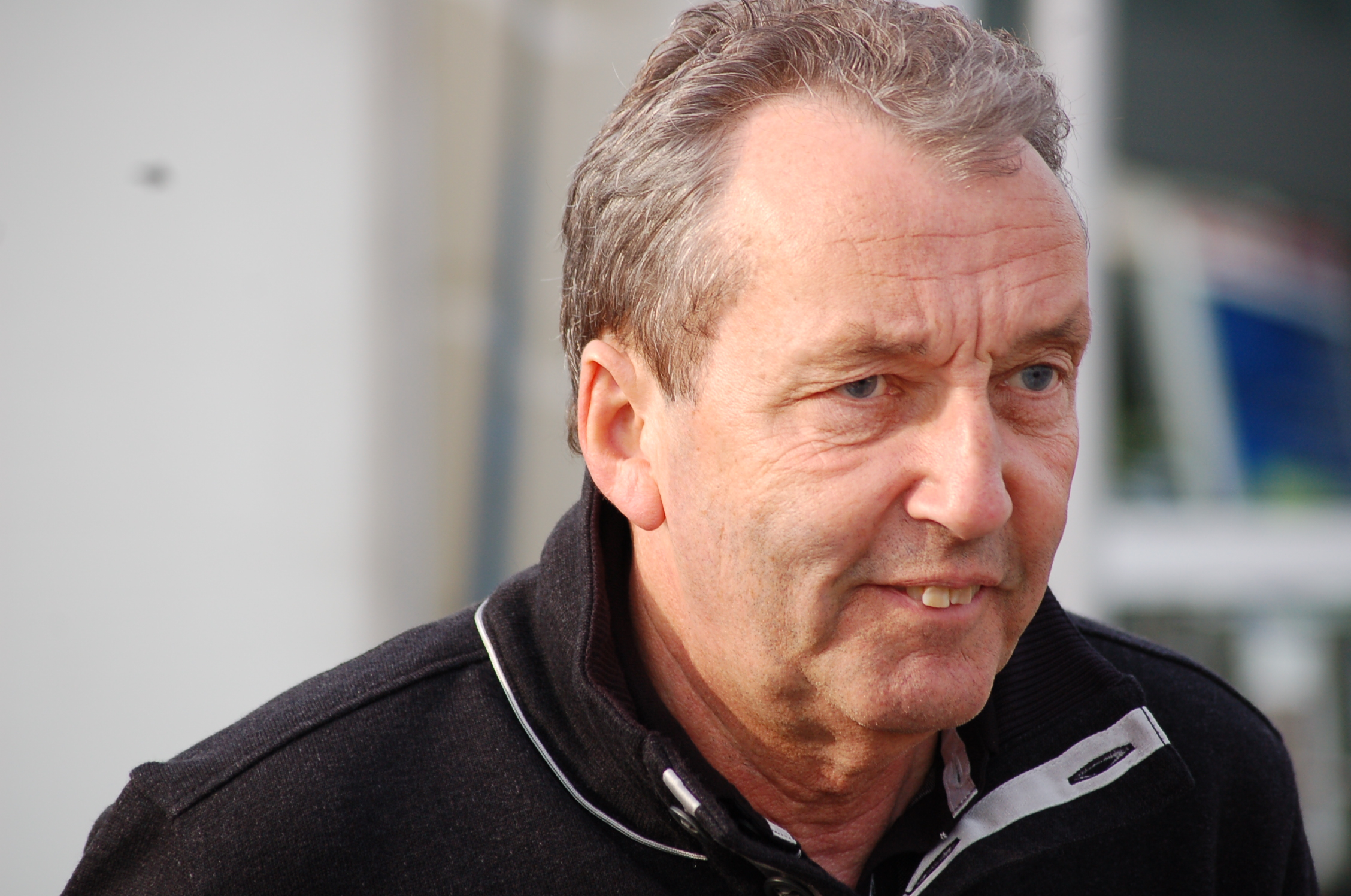
Teamchef Ingmar Persson

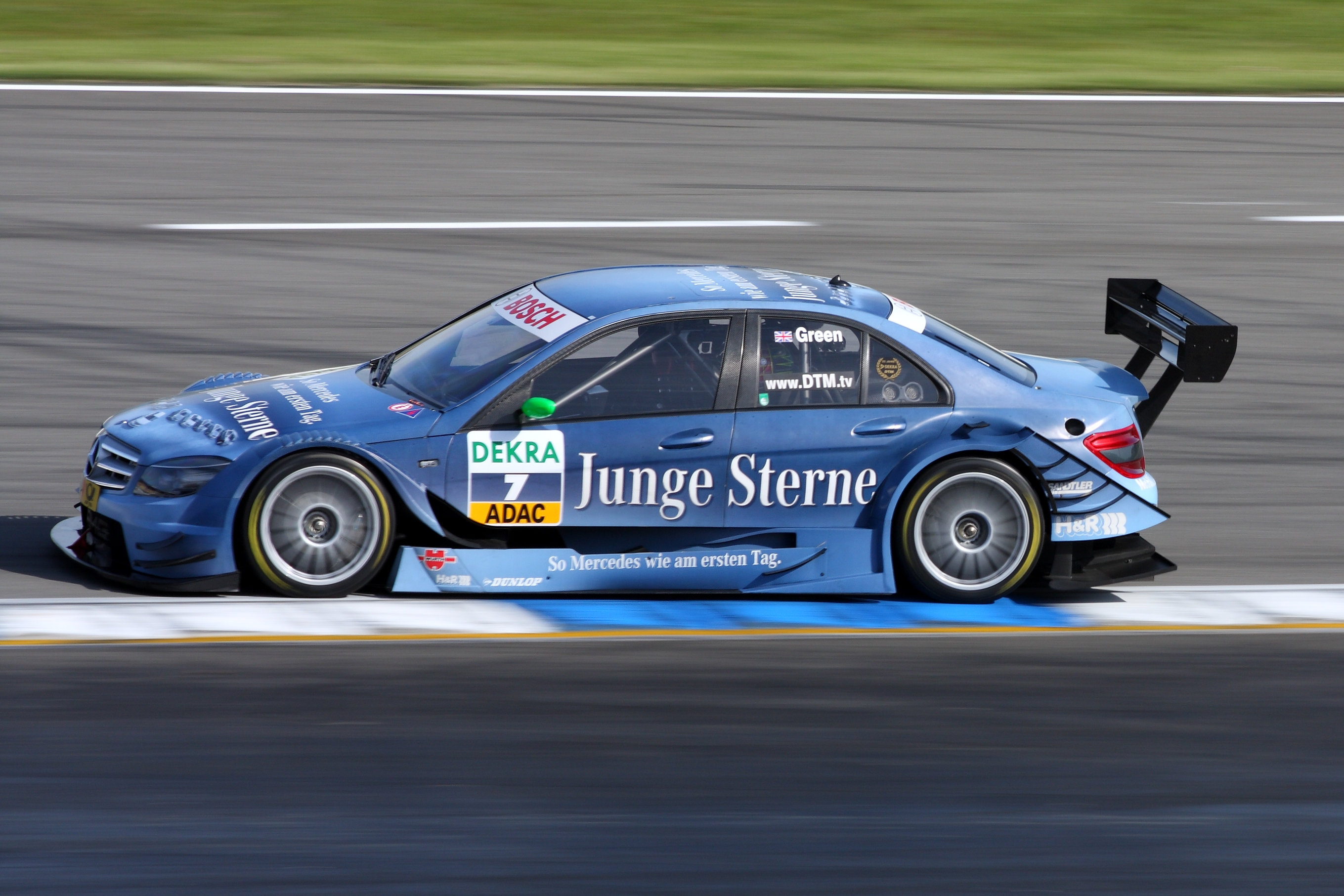
Jamie Green 2009

Persson Motorsport war ein deutsches Rennteam, welches 1992 aus den ehemaligen Motorsport-Teams IPS Motorsport und Mass und Schons hervorging. Teamchef war der Schwede Ingmar Persson.
Bis 1983 fuhr Ingmar Persson noch selbst Rennen, bis er beim schwedischen Rennteam IPS Motorsport als Techniker anfing. Das Team setzte ab 1985 Tourenwagen vom Typ Volvo 240 turbo in der Deutschen Tourenwagen-Meisterschaft ein. Gleich im ersten Jahr wurde Per Stureson Deutscher Tourenwagen-Meister. 1988 übernahmen Jochen Mass und Günter Schons das Team und siedelten es nach Saarbrücken um. Von 1989 bis 1992 verwendete das neue MS-Team die Wagen Mercedes-Benz vom Typ 190E. Als Mercedes-Benz-Werksteam fuhren Piloten wie Frank Biela, Manuel Reuter oder Jacques Laffite für das Team. Nach der Saison 1992 zogen sich Mass und Schons zurück, Ingmar Persson übernahm das Team und benannte es in Persson Motorsport um. Bis zum Ende der Serie 1996 fuhren unter anderem Uwe Alzen, Olaf Manthey, Ellen Lohr und Bernd Mayländer für die Saarländer. Bestes Ergebnis bis 1996 erzielte Uwe Alzen beim letzten Saisonrennen 1995 auf dem Hockenheimring, als er sich im zweiten Lauf den zweiten Platz holte. Von 1993 bis 1995 wurde Persson das jeweils beste Privat-Team der DTM.

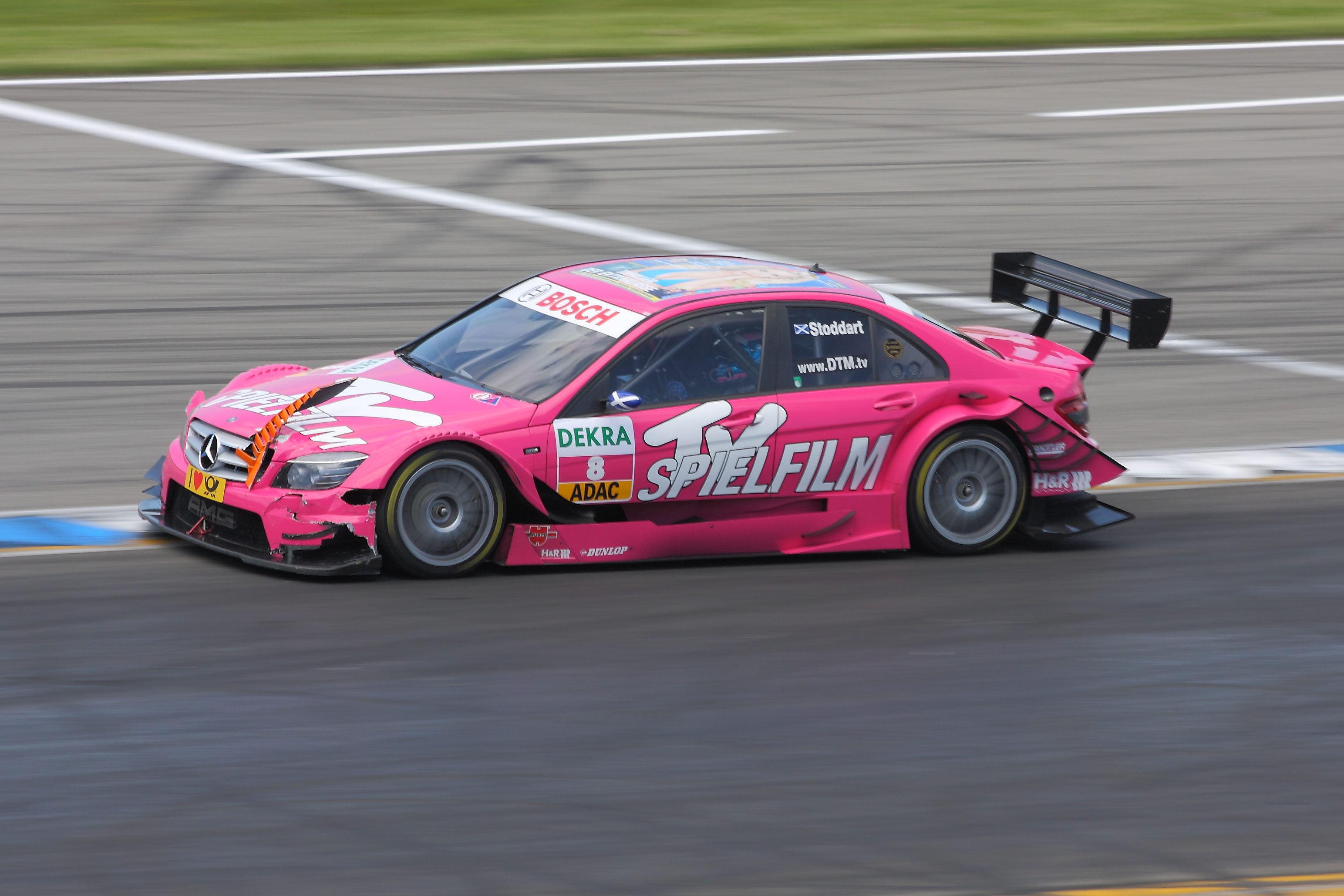
Susie Stoddart 2009

Nach dem Ende der DTM setzte Persson Modelle des Mercedes-Benz CLK GTR in der FIA-GT-Meisterschaft ein.
2000 wurde die DTM als Deutsche Tourenwagen-Masters wiederbelebt und Persson stieg als Mercedes-Benz-Werksteam wieder in die Serie ein. Persson entwickelte sich im Laufe der Zeit für Mercedes-Benz zur Talentschmiede. So fuhren die späteren HWA-Werksfahrer Christijan Albers, Bruno Spengler, Jamie Green und Paul di Resta für Persson. Auch Gary Paffett oder Jean Alesi waren in einem von Persson Motorsport eingesetzten Mercedes-Benz unterwegs. 2007 musste sich sogar das Audi-Team Abt Sportsline um Timo Scheider und Tom Kristensen in der Team-Wertung Persson geschlagen geben.
2009 setzte Persson Motorsport zwei Jahreswagen der AMG-Mercedes-Benz C-Klasse ein. Fahrer waren der von HWA gekommene Brite Jamie Green sowie die Schottin Susie Stoddart. Green konnte in diesem Jahr als zweiter Fahrer nach Gary Paffett einen Sieg auf einem Jahreswagen verbuchen. Beim Rennen auf dem Norisring gewann Green nach einer turbulenten Schlussphase vor Bruno Spengler und Mattias Ekström.
2010 blieb die Fahrerpaarung Green/Stoddart bestehen. Zudem setzte Persson mit CongFu Cheng einen dritten Fahrer im Jahreswagen ein. Green konnte seinen Sieg auf dem Norisring wiederholen und ist somit der erste Fahrer der DTM-Historie, der drei Siege in Folge in drei aufeinanderfolgenden Jahren mit ein und demselben Wagen feiern konnte. Stoddart konnte auf dem EuroSpeedway Lausitz und Hockenheimring ihre ersten Punkte holen. Lediglich Cheng blieb ohne Punkte.
Für 2011 wechselte Green wieder in den Neuwagen von HWA und Stoddart verblieb bei Persson. Neu im Team waren der Niederländer Renger van der Zande und Christian Vietoris, der in dieser Saison auch in der GP2-Serie startete.
Persson Motorsport war eines der wenigen Teams in der DTM, welche mit einem Jahreswagen siegen konnten. 2007 gewann Gary Paffett in Oschersleben und 2009 sowie 2010 konnte Jamie Green auf dem Norisring siegen.
Im Februar 2013 gab die Heico-Gruppe, der Persson angehörte, bekannt, dass der Rennbetrieb von Persson eingestellt und an HTP Motorsport übergeben werde.

## Fahrer in der DTM
| 1993 | AMG-Mercedes 190E 2.5-16 Evo II | Uwe Alzen         | Olaf Manthey          | Markus Oestreich     |                |
| 1994 | AMG Mercedes 190 E              | Uwe Alzen         | Marc Gindorf          |                      |                |
| 1995 | Mercedes-Benz C-Klasse V6       | Uwe Alzen         | Bernd Mayländer       |                      |                |
| 1996 | Mercedes-Benz C-Klasse V6       | Ellen Lohr        | Bernd Mayländer       | Ratanakul Prutirat   | Alexander Grau |
| 2000 | AMG-Mercedes CLK-DTM            | Marcel Tiemann    | Peter Dumbreck        |                      |                |
| 2001 | AMG-Mercedes CLK-DTM            | Thomas Jäger      | Christijan Albers     |                      |                |
| 2002 | AMG-Mercedes CLK-DTM            | Thomas Jäger      | Peter Dumbreck        |                      |                |
| 2003 | AMG-Mercedes CLK-DTM            | Thomas Jäger      | Bernd Mayländer       | Katsutomo Kaneishi   |                |
| 2004 | AMG-Mercedes CLK-DTM            | Markus Winkelhock | Stefan Mücke          |                      |                |
| 2005 | AMG-Mercedes C-Klasse           | Bruno Spengler    | Jamie Green           |                      |                |
| 2006 | AMG-Mercedes C-Klasse           | Jean Alesi        | Alexandros Margaritis | Mathias Lauda        |                |
| 2007 | AMG-Mercedes C-Klasse           | Gary Paffett      | Alexandros Margaritis | Mathias Lauda        |                |
| 2008 | AMG-Mercedes C-Klasse           | Gary Paffett      | Mathias Lauda         | Susie Stoddart       |                |
| 2009 | AMG-Mercedes C-Klasse           | Jamie Green       | Susie Stoddart        |                      |                |
| 2010 | AMG-Mercedes C-Klasse           | Jamie Green       | Susie Stoddart        | Congfu Cheng         |                |
| 2011 | AMG-Mercedes C-Klasse           | Susie Stoddart    | Christian Vietoris    | Renger van der Zande |                |
| 2012 | AMG-Mercedes C-Klasse           | Roberto Merhi     | Susie Wolff           |                      |                |